# Calammophila don-hensonii
Calammophila don-hensonii är en gräsart som beskrevs av Anton Albert Reznicek och Emmet J. Judziewicz. Calammophila don-hensonii ingår i släktet Calammophila och familjen gräs. Inga underarter finns listade i Catalogue of Life.